# Niocalita
La niocalita és un mineral de la classe dels silicats, que pertany al grup de la wöhlerita. Rep el seu nom en al·lusió a la composició, que conté Niobi i calci.

## Característiques
La niocalita és un silicat de fórmula química (Ca,Nb)₄(Si₂O₇)(O,OH,F)₂. Cristal·litza en el sistema monoclínic. La seva duresa a l'escala de Mohs és 6.
Segons la classificació de Nickel-Strunz, la niocalita pertany a «09.BE - Estructures de sorosilicats, amb grups Si₂O₇, amb anions addicionals; cations en coordinació octaèdrica [6] i major coordinació» juntament amb els següents minerals: wadsleyita, hennomartinita, lawsonita, noelbensonita, itoigawaïta, ilvaïta, manganilvaïta, suolunita, jaffeïta, fresnoïta, baghdadita, burpalita, cuspidina, hiortdahlita, janhaugita, låvenita, normandita, wöhlerita, hiortdahlita I, marianoïta, mosandrita, nacareniobsita-(Ce), götzenita, hainita, rosenbuschita, kochita, dovyrenita, baritolamprofil·lita, ericssonita, lamprofil·lita, ericssonita-2O, seidozerita, nabalamprofil·lita, grenmarita, schüllerita, lileyita, murmanita, epistolita, lomonossovita, vuonnemita, sobolevita, innelita, fosfoinnelita, yoshimuraïta, quadrufita, polifita, bornemanita, xkatulkalita, bafertisita, hejtmanita, bykovaïta, nechelyustovita, delindeïta, bussenita, jinshajiangita, perraultita, surkhobita, karnasurtita-(Ce), perrierita-(Ce), estronciochevkinita, chevkinita-(Ce), poliakovita-(Ce), rengeïta, matsubaraïta, dingdaohengita-(Ce), maoniupingita-(Ce), perrierita-(La), hezuolinita, fersmanita, belkovita, nasonita, kentrolita, melanotekita, til·leyita, kil·lalaïta, stavelotita-(La), biraïta-(Ce), cervandonita-(Ce) i batisivita.

## Formació i jaciments
Va ser descoberta a Bond zone, dins el Complex d'Oka, al municipi regional de comtat de Deux-Montagnes, a Laurentides (Quebec, Canadà). També ha estat descrita a la pedrera Badloch (Baden-Württemberg, Alemanya), i a Ol Doinyo Lengai (Arusha, Tanzània). Aquests tres indrets són els únics de tot el planeta on ha estat descrita aquesta espècie mineral.